# Potentilla pusilla
Potentilla pusilla är en rosväxtart som beskrevs av Nicolaus Thomas Host. Potentilla pusilla ingår i Fingerörtssläktet som ingår i familjen rosväxter. Utöver nominatformen finns också underarten P. p. pusilla.

## Bildgalleri

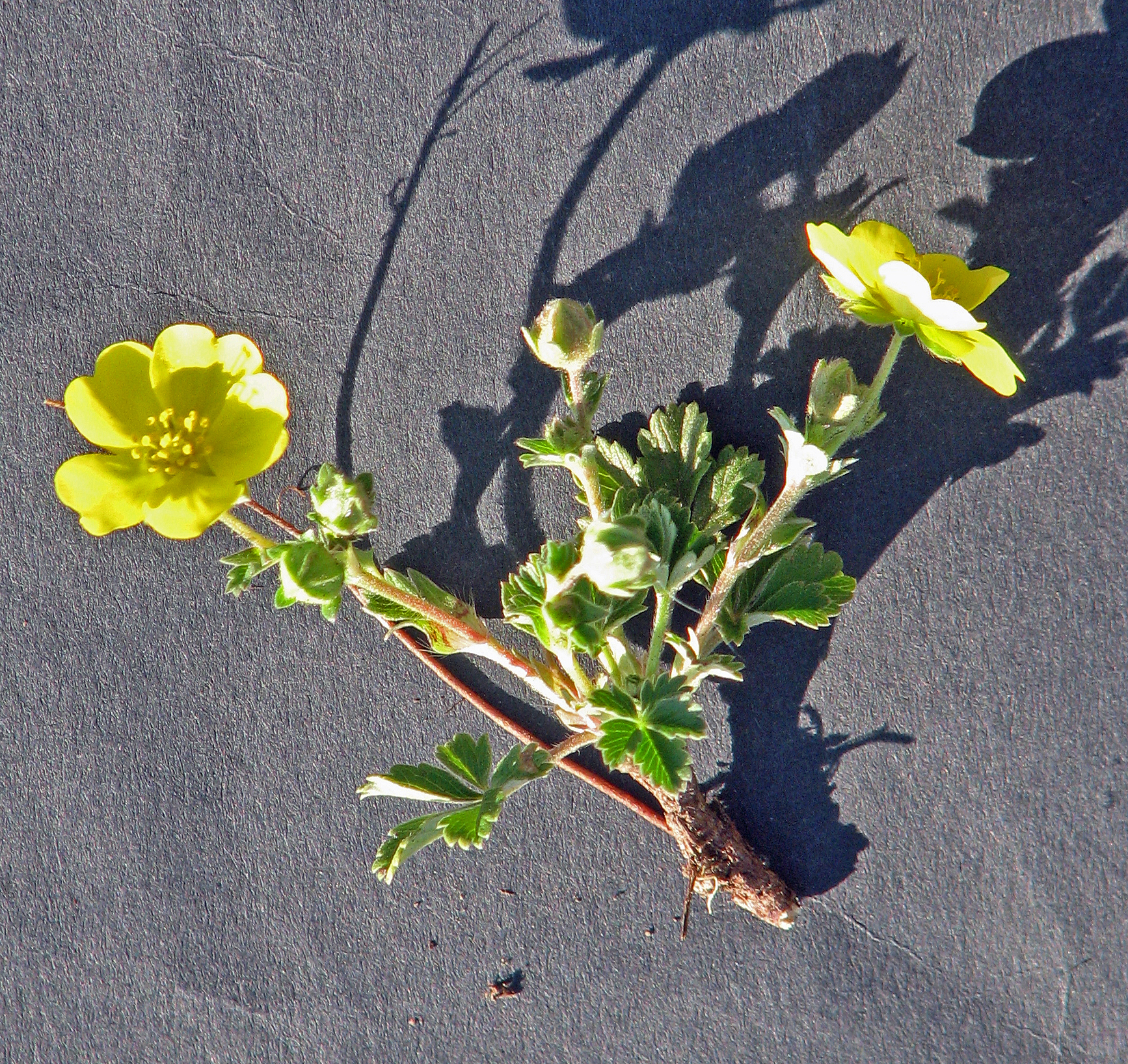
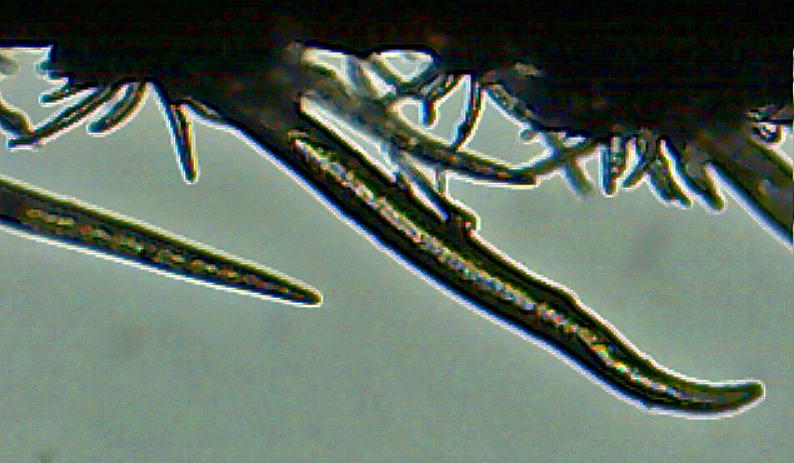